# Richard Cottrell
Richard John Cottrell (ur. 11 lipca 1943 w Wellington, zm. 18 lipca 2024 w okolicach Treviso) – brytyjski polityk, dziennikarz i publicysta, poseł do Parlamentu Europejskiego I i II kadencji.

## Życiorys
Od 1968 do 1979 pracował jako reporter polityczny stacji ITV. W 1979 i 1984 wybierany posłem Parlamentu Europejskiego z ramienia Partii Konserwatywnej. Przystąpił do frakcji Europejscy Demokraci, należał m.in. do Komisji ds. Środowiska Naturalnego, Zdrowia Publicznego i Ochrony Konsumentów oraz Komisji ds. Młodzieży, Kultury, Edukacji, Informacji i Sportu. W 1989 nie uzyskał reelekcji.
Począwszy od 1987 opublikował kilka książek, głównie o tematyce politycznej i historycznej. Zajął się także działalnością biznesową. W 2014 ponownie wystartował w wyborach do Europarlamentu jako kandydat niezależny, sprzeciwiając się budowie elektrowni jądrowej Hinkley Point C koło Bristolu.
W 2003 zamieszkał we Włoszech, w okolicach Treviso. Tam też zmarł 18 lipca 2024. 